# Apanteles taiticus
Apanteles taiticus är en stekelart som först beskrevs av Holmgren 1868.  Apanteles taiticus ingår i släktet Apanteles och familjen bracksteklar. Inga underarter finns listade i Catalogue of Life.